# Fernando Guarello Fitz-Henry
Fernando Guarello Fitz-Henry (Valparaíso, 29 de julio de 1906-Santiago, 19 de junio de 1971) fue un abogado y político nacionalsocialista chileno. Se desempeñó como diputado de la República en el período 1937-1941.

## Primeros años de vida
Hijo del abogado y político Ángel Guarello Costa y de Mary Fitz-Henry MacDonell. Realizó sus estudios en el Liceo Eduardo de la Barra de Valparaíso y en el Seminario de la misma ciudad. Luego ingresó al Curso Fiscal de Leyes de Valparaíso, y juró como abogado el 27 de mayo de 1930.

### Matrimonio e hijos
Se casó el 10 de mayo de 1935 con Alicia Zegers de la Fuente, matrimonio del cual nacieron cuatro hijos; uno de ellos fue Fernando Guarello Zegers, abogado conservador que defendió a víctimas de violaciones de los derechos humanos durante la dictadura militar y que fue padre del periodista deportivo Juan Cristóbal Guarello, una de sus hijas es Ana María Margarita Guarello, profesora y madre de la ministra Antonia Orellana.

### Vida laboral
Se dedicó a ejercer su profesión en Valparaíso y Santiago. Junto a su hermano Jorge, siguió con el estudio de abogados que su padre había creado en Valparaíso, uno de los más antiguos de la ciudad. Fue abogado de la Superintendencia de Aduanas, secretario general de Aduanas y trabajó en la Junta General de esa institución. Formó parte de la Unión Comercial Chilena ante el gobierno argentino para la compra de materiales oleaginosos, en 1946.

## Carrera política
Militó en el Movimiento Nacional Socialista de Chile (MNS) y en el Partido Democrático (PD), del cual su padre fue uno de los fundadores. Fue elegido diputado por la 6.ª agrupación departamental de Valparaíso y Quillota", para el período 1937-1941. Integró la Comisión Permanente de Defensa Nacional.
En 1952, actuó como secretario general de la Primera Conferencia Marítima para la Conservación de la Riqueza Marítima del Pacífico Sur entre Chile, Perú y Ecuador. Años más tarde, participó de la Primera Conferencia de Derecho del Mar, celebrada en Ginebra en 1958.
Fue socio del Club de Viña del Mar, Automóvil Club, Asociación de Automovilistas de Valparaíso, Santiago Wanderers, Paperchase Club y Granadilla Golf Club.

## Texto de título
1. ↑  «Fernando Guarello Fitz Henry». Genealogía Chilena en Red. Consultado el 20 de noviembre de 2023.